# Jüdischer Friedhof (Geisa)

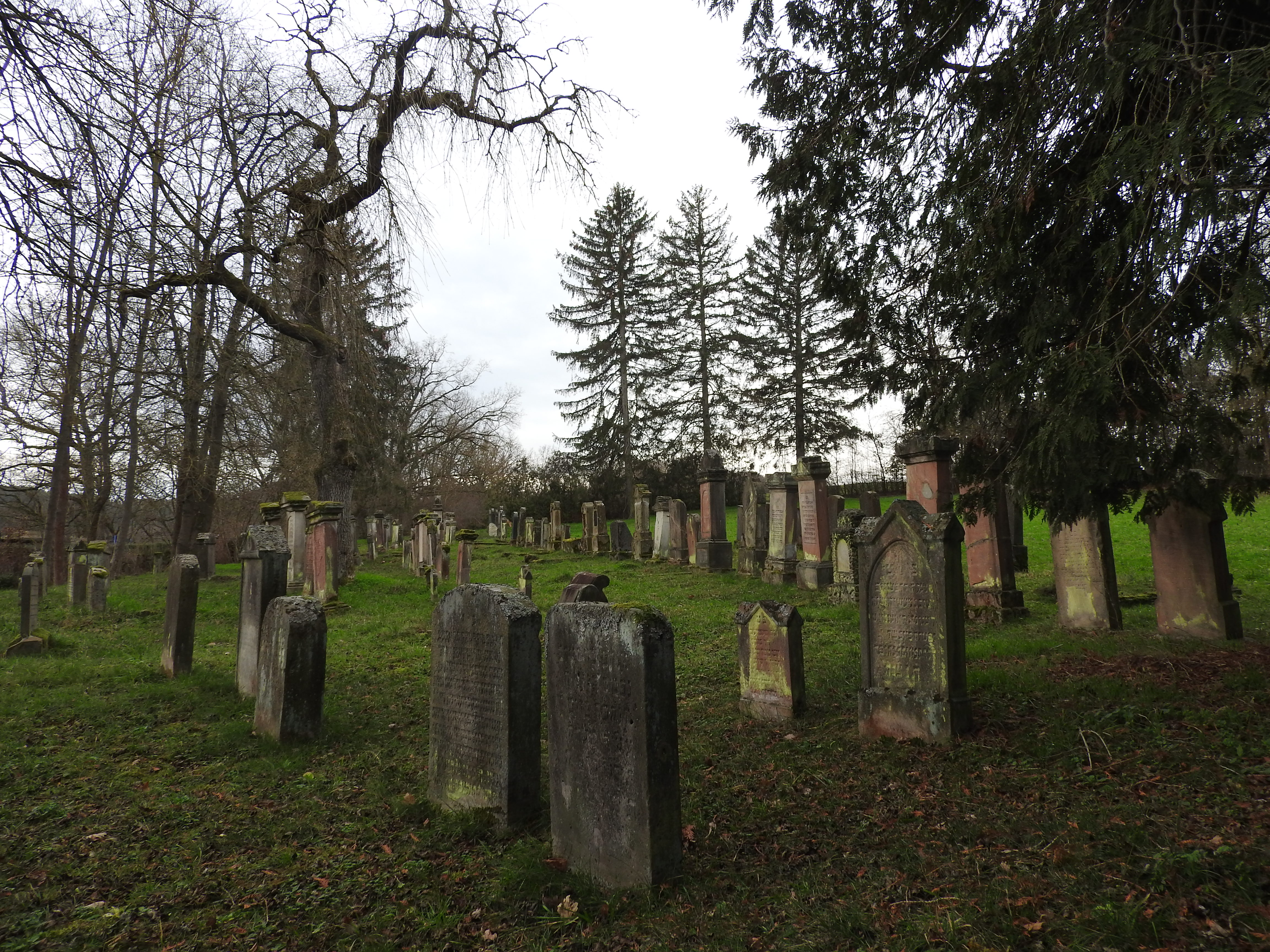
Jüdischer Friedhof in Geisa

Der Jüdische Friedhof Geisa liegt auf dem Gebiet der Stadt Geisa im Wartburgkreis in Thüringen. Er ist als geschütztes Baudenkmal registriert.

## Beschreibung
Der jüdische Friedhof liegt an der Schleider Str. 8A am südlichen Ortsausgang von Geisa Richtung Schleid. Er ist von der Schleider Straße aus über einen schmalen Weg erreichbar. Der ältere Teil des Friedhofes liegt an einem bewaldeten Hang mit „27 noch erkennbaren“ („insgesamt noch 48“) Grabsteinen. Die Zahl der Beisetzungen wird mit etwa 200 angenommen.

## Geschichte
Seit der zweiten Hälfte des 18. Jahrhunderts hatte die jüdische Gemeinde in Geisa einen Friedhof, er wurde 1857 erweitert. Die Zeit des Nationalsozialismus hat der jüdische Friedhof weitgehend unversehrt überstanden.